# Powiat Poddębicki
Der Powiat Poddębicki ist ein Powiat (Kreis) in der polnischen Woiwodschaft Łódź. Der Powiat hat eine Fläche von 880,91 km², auf der 42.000 Einwohner leben.

## Gemeinden
Der Powiat umfasst sechs Gemeinden, davon zwei Stadt-und-Land-Gemeinde und vier Landgemeinden.

### Stadt-und-Land-Gemeinden
- Poddębice (Poddebice)
- Uniejów (Uniejow)

### Landgemeinden
- Dalików (Dalikow)
- Pęczniew (Peczniew)
- Wartkowice (Wartkowice)
- Zadzim (Zadzim)